# Bellach
Bellach (toponimo tedesco) è un comune svizzero di 5 211 abitanti del Canton Soletta, nel distretto di Lebern.

## Infrastrutture e trasporti
Bellach è servita dall'omonima stazione sulla ferrovia Losanna-Olten.